# Eduardo Penido
Eduardo Henrique Gomes Penido né le 23 janvier 1960 à Rio de Janeiro, est un skipper brésilien.

## Palmarès
- Médaille d'or en 470 aux Jeux olympiques d'été de 1980 (avec Marcos Soares)[1].